# Ludovic Vigogne
Ne doit pas être confondu avec Vigogne.
Ludovic Vigogne, né en 1974, est un journaliste politique à La Tribune Dimanche. Il y est chargé du suivi de la droite et du centre.

## Biographie et carrière
Il fait ses études au Centre universitaire d'enseignement du journalisme (CUEJ) de Strasbourg, année 1996-1998.
Il a collaboré au Point à la fin des années 1990, puis au Parisien en 2002, à L'Express, et à Paris Match, dont il fut le chef du service politique pendant le quinquennat de Nicolas Sarkozy. Il rejoint la rédaction de L'Opinion lors de sa création en 2013.
À partir du 3 septembre 2023, il présente un édito politique hebdomadaire sur l'antenne de France Inter, chaque dimanche matin à 7h40.